# Diocesi di Benjamín Aceval
La diocesi di Benjamín Aceval (in latino Dioecesis Beniaminacevalensis) è una sede della Chiesa cattolica in Paraguay suffraganea dell'arcidiocesi di Asunción. Nel 2022 contava 108.200 battezzati su 133.800 abitanti. È retta dal vescovo Amancio Francisco Benítez Candia.

## Territorio
La diocesi comprende una parte del dipartimento Presidente Hayes, delimitata a sud e a est dai fiumi Paraguay e Pilcomayo e a nord e a ovest dai fiumi Río Verde e Montelindo, fino al meridiano 60,5° di longitudine ovest. Si tratta di una zona molto vasta e minimamente popolata.
Sede vescovile è la città di Benjamín Aceval, dove si trova la cattedrale di Santa Rosa da Lima.
Il territorio si estende su 44.000 km² ed è suddiviso in 8 parrocchie.

## Storia
La diocesi è stata eretta il 28 giugno 1980 con la bolla Christianam ad progressionem di papa Giovanni Paolo II, ricavandone il territorio dalla diocesi di Concepción en Paraguay e dal vicariato apostolico del Pilcomayo.

## Cronotassi dei vescovi
Si omettono i periodi di sede vacante non superiori ai 2 anni o non storicamente accertati.
- Mario Melanio Medina Salinas (28 giugno 1980 - 8 luglio 1997 nominato vescovo coadiutore di San Juan Bautista de las Misiones)
- Cándido Cárdenas Villalba (6 luglio 1998 - 16 giugno 2018 ritirato)
- Amancio Francisco Benítez Candia, dal 16 giugno 2018

## Statistiche
La diocesi nel 2022 su una popolazione di 133.800 persone contava 108.200 battezzati, corrispondenti all'80,9% del totale.
| anno | popolazione | popolazione | popolazione | presbiteri | presbiteri | presbiteri | presbiteri                | diaconi | religiosi | religiosi | parrocchie |
| anno | battezzati  | totale      | %           | numero     | secolari   | regolari   | battezzati per presbitero | diaconi | uomini    | donne     | parrocchie |
| ---- | ----------- | ----------- | ----------- | ---------- | ---------- | ---------- | ------------------------- | ------- | --------- | --------- | ---------- |
| 1990 | 66.165      | 66.580      | 99,4        | 6          | 3          | 3          | 11.027                    |         | 8         | 3         | 6          |
| 1999 | 74.000      | 78.500      | 94,3        | 9          | 9          |            | 8.222                     |         | 6         | 13        | 7          |
| 2000 | 76.800      | 81.500      | 94,2        | 10         | 9          | 1          | 7.680                     |         | 7         | 15        | 8          |
| 2001 | 77.500      | 82.000      | 94,5        | 14         | 13         | 1          | 5.535                     |         | 10        | 19        | 8          |
| 2002 | 77.850      | 83.000      | 93,8        | 12         | 11         | 1          | 6.487                     |         | 10        | 21        | 8          |
| 2003 | 77.850      | 83.000      | 93,8        | 10         | 9          | 1          | 7.785                     |         | 6         | 16        | 8          |
| 2004 | 77.950      | 83.100      | 93,8        | 10         | 9          | 1          | 7.795                     |         | 5         | 15        | 8          |
| 2006 | 78.050      | 83.200      | 93,8        | 12         | 11         | 1          | 6.504                     |         | 7         | 15        | 8          |
| 2015 | 112.000     | 120.000     | 93,3        | 11         | 11         |            | 10.181                    |         |           | 16        | 9          |
| 2018 | 103.400     | 122.500     | 84,4        | 9          | 9          |            | 11.488                    |         |           | 18        | 8          |
| 2020 | 106.200     | 132.300     | 80,3        | 8          | 8          |            | 13.275                    |         | 1         | 14        | 8          |
| 2022 | 108.200     | 133.800     | 80,9        | 8          | 8          |            | 13.525                    |         | 1         | 14        | 8          |